# Visual Arts
VisualArt's é uma editora japonesa especializada na publicação e distribuição de visual novel para vários desenvolvedores de jogos. A VisualArt's desenvolveu os motores gráficos que suas marcas usam atualmente, incluindo o atual motor, chamado Siglus, e os motores mais antigos, RealLive e AVG32. A VisualArt também faz a venda e distribuição desses jogos. Os jogos publicados são principalmente para um público masculino, embora também publique jogos direcionados para o público feminino. A Visual Novel é conhecida pela publicação de jogos com o estúdio Key, como os famosos visual novels Kanon, Air e Clannad.